# 魔法科高中的劣等生 (動畫)
《魔法科高中的劣等生》是改編自佐島勤撰寫的同名輕小說系列的電視動畫，於2014年4月至9月播放。

## 摘要
《魔法科高中的劣等生》2013年10月動畫化發表，並於2014年4月起在TOKYO MX等日本電視台開始播放，共26話。第二期（來訪者篇）2020年10月起於AbemaTV等日本電視台開始播放，共13話。
電視動畫普遍上受到好评。小说出现于SUGOI JAPAN Award 2015的民意调查，自2011年以来小说是日本最畅销的小说系列。截至2018年已售卖了800萬本。 除此以外，它的漫画与动画也出现在销售量排行榜。
截至2019年11月，魔法科高中的劣等生系列的累積發行量已超過1500萬本。截至2021年12月，魔法科高中的劣等生原作小說累積發行量已超過1300萬本，魔法科高中的劣等生系列的累積發行量已超過2200萬本。
《劇場版 魔法科高中的劣等生 呼喚繁星的少女》於2017年6月17日於日本上映，制作公司更换为8bit。同年香港於8月10日上映，台灣於12月22日上映。
2019年10月在「電擊文庫 秋之生放送Festival」中公佈預定於2020年播放動畫第二期《魔法科高中的劣等生 來訪者篇》，制作公司更换为8bit，於2020年10月放送。
2020年12月27日，宣佈外傳漫畫《魔法科高中的優等生》電視動畫化，於2021年7月播出。
2021年2月28日，宣佈《魔法科高中的劣等生 追憶篇》將製作動畫，於2021年12月31日播放。
2021年12月31日，追憶篇播出後宣布，續作電視動畫將要開始製作。2023年7月15日的「電撃文庫30th夏之祭典線上 2023」特別節目中，正式宣布，動畫新系列將自 2024 年起開始播映。2024年1月4日，動畫第三期《魔法科高中的劣等生 第三季》主視覺圖以及正式PV正式公開，將製作成三部曲Ⅰ雙七篇、Ⅱ越野障礙篇、Ⅲ古都内亂篇，於2024年4月開始播放。
2024年6月29日，宣布將製作劇場版《魔法科高中的劣等生 四葉繼承篇》。

## 登場人物
- 司波達也：中村悠一[16]
- 司波深雪：早見沙織[16]

## 製作人員
|                   | 第1期                       | 来访者篇                    | 追憶篇                      | 第3期                             |
| ----------------- | --------------------------- | --------------------------- | --------------------------- | --------------------------------- |
| 原作              | 佐岛勤（电击文库刊）        | 佐岛勤（电击文库刊）        | 佐岛勤（电击文库刊）        | 佐岛勤（电击文库刊）              |
| 原作插画 角色设计 | 石田可奈                    | 石田可奈                    | 石田可奈                    | 石田可奈                          |
| 监督              | 小野学                      | 吉田纱子                    | 吉田纱子                    | Jimmy Stone                       |
| 副监督            | 熊泽祐嗣                    | Jimmy Stone                 | Jimmy Stone                 | -                                 |
| 编剧              | 中本宗应                    | 中本宗应                    | 中本宗应                    | 中本宗应                          |
| 编剧              | 木泽行人、菅原雪繪          | -                           | -                           | -                                 |
| 次要角色设计      | 吉川真帆                    | 豆塚隆                      | -                           | 桥本明日美                        |
| 总作画监督        | 石田可奈                    | 石田可奈                    | 石田可奈                    | 石田可奈                          |
| 总作画监督        | 吉川真帆、宫前真一          | 豆塚隆                      | -                           | -                                 |
| 动作作画监督      | 富冈隆司、岩泷智            | -                           | -                           |                                   |
| 特效作画监督      | Jimmy Stone                 | 梅田贵嗣                    | 梅田贵嗣                    | 梅田贵嗣                          |
| CAD设计           | Jimmy Stone、出云重机       | Jimmy Stone                 | Jimmy Stone                 | Jimmy Stone                       |
| 美术设计          | 石本刚启、谷内优穗 平泽晃弘 | 谷内优穗                    | 谷内优穗                    | 谷内优穗                          |
| 美术监督          | 小田理惠                    | 益田健太                    | 佐藤正浩                    | 永吉幸树                          |
| 色彩设计          | 野口幸惠                    | 小松咲良                    | 小松咲良                    | 小松咲良                          |
| 3DCG监督          | 䉤田修平                    | 町田政弥                    | 町田政弥                    | 町田政弥                          |
| 摄影监督          | 川下裕树                    | 川下裕树                    | 川下裕树、藤村兵悟          | 广冈岳                            |
| 编辑              | 木村佳史子                  | 木村佳史子                  | 木村佳史子                  | 木村佳史子                        |
| 音响监督          | 本山哲                      | 本山哲                      | 本山哲                      | 本山哲                            |
| 音响效果          | 古谷友二                    | 古谷友二                    | 古谷友二                    | 古谷友二                          |
| 音乐              | 岩崎琢                      | 岩崎琢                      | 岩崎琢                      | 岩崎琢                            |
| 音乐制作          | Aniplex                     | Aniplex                     | Aniplex                     | Aniplex                           |
| 制片人            | 木村康贵                    | 木村康贵                    | 木村康贵                    | 木村康贵                          |
| 制片人            | 柏田真一郎、三木一马        | 丹羽将己、船津达也 中岛将智 | 丹羽将己、船津达也 中岛将智 | 黑井瞳、船津达也 仲岛祐吾、淡路彻 |
| 制片人            | 金庭こず惠                  | 金庭こず惠                  | 外川明宏                    | 外川明宏                          |
| 动画制片人        | 桥本健太郎                  | 小菅秀德                    | 小菅秀德                    | 小菅秀德                          |
| 动画制作          | MADHOUSE                    | 8bit                        | 8bit                        | 8bit                              |
| 制作              | 魔法科高中制作委员会        | 魔法科高中2制作委员会       | 魔法科高中2制作委员会       | 魔法科高中3制作委员会             |

## 主題曲
第一期
片頭曲
《Rising Hope》（第1話－第3話、第5話－第13話）
作詞：LiSA、田淵智也，作曲：田淵智也，編曲：堀江晶太，主唱：LiSA
第1話作為片尾曲使用；第4話未使用。
《grilletto》（第14話－第26話）
作詞：MARiA、toku，作曲：MARiA、toku，編曲、主唱：GARNiDELiA
片尾曲
《Millenario》（ミレナリオ，第2話－第13話、第18話）
作詞：zopp，作曲：Shihori，編曲：佐佐木裕，主唱：ELISA
第1話未使用。
《Mirror》（第14話－第17話、第19話－第26話）
作詞：yumeiroecho、田中秀典、玉井健二，作曲：林奈津美，編曲：玉井健二、釣俊輔，主唱：安田レイ
插曲
《Silhouette of a Ballerina》
作詞：，作曲、編曲：岩崎琢，主唱：Suzi Kim
《Métaphore》《Fraud》
作詞，IGOR，作曲、編曲：岩崎琢，Rap：IGOR
《code break》
作詞：Lotus Juice，作曲、編曲，岩崎琢，Rap：LotusJuice
《Vespertine Bloom》
作詞：かの香織，作曲、編曲，岩崎琢，主唱：Jennifer Skidmore
第二期
來訪者篇
片頭曲
《Howling》
作詞：ASCA、Saku，作曲、編曲：Saku，主唱：ASCA
片尾曲
《無名之花》（名もない花）
作詞：、イワツボコーダイ，作曲：、maeshima soshi，編曲：maeshima soshi，主唱：
追憶篇
片頭曲
《Ripe Aster》
作詞：八木海莉，作曲：八木海莉、，編曲：eba，主唱：八木海莉
第三期
片頭曲
《Shouted Serenade》
作词：LiSA、田渊智也，作曲：田渊智也，编曲：堀江晶太，主唱：LiSA
第1話作為片尾曲使用
第2話未使用
片尾曲
《recall》（雙七篇）
主唱、作詞、作曲：八木海莉，編曲：TAAR
第1話未使用
（越野障礙篇）
主唱：三月的Phantasia，作詞：、，作曲、編曲：
（古都內亂篇）
主唱：ASCA，作詞：ASCA、minami rumi，作曲、編曲：篤志

## 各話列表
| 話數   | 日文標題 | 日文標題 | 中文標題   | 中文標題             | 劇本        | 分鏡                                                         | 演出                                                                              | 作畫監督                                                                  | 總作畫監督   | 改編原作小說  | 首播日期        |
| 第一期 | 第一期   | 第一期   | 第一期     | 第一期               | 第一期      | 第一期                                                       | 第一期                                                                            | 第一期                                                                    | 第一期       | 第一期        | 第一期          |
| ------ | -------- | -------- | ---------- | -------------------- | ----------- | ------------------------------------------------------------ | --------------------------------------------------------------------------------- | ------------------------------------------------------------------------- | ------------ | ------------- | --------------- |
| 第1話  |          | Ⅰ        | 入學篇     | Ⅰ                    | 菅原雪繪    | 小野學                                                       | 松村政輝                                                                          | 吉川真帆                                                                  | 石田可奈     | 第1、2卷      | 2014年 4月5日   |
| 第2話  | Ⅱ        | Ⅱ        | 入學篇     | 木澤行人             | 祝浩司      | 金田貞德                                                     | 熊膳貴志、高炅楠 石田可奈                                                         | 宮前真一                                                                  | 4月12日      | 第1、2卷      |                 |
| 第3話  | Ⅲ        | Ⅲ        | 入學篇     | 中本宗應             | 熊澤祐嗣    | 中津環                                                       | 香月邦夫、河田泉                                                                  | 吉川真帆 石田可奈                                                         | 4月19日      | 第1、2卷      |                 |
| 第4話  | Ⅳ        | Ⅳ        | 入學篇     | 菅原雪繪             | 宮崎修治    | 宮崎修治                                                     | 金二星                                                                            | 宮前真一                                                                  | 4月26日      | 第1、2卷      |                 |
| 第5話  | Ⅴ        | Ⅴ        | 入學篇     | 木澤行人             | 川村賢一    | 久保山英一                                                   | 小畑賢                                                                            | 吉川真帆                                                                  | 5月3日       | 第1、2卷      |                 |
| 第6話  | Ⅵ        | Ⅵ        | 入學篇     | 木澤行人             | 島津裕行    | 福田潤                                                       | 野田康行                                                                          | 石田可奈                                                                  | 5月10日      | 第1、2卷      |                 |
| 第7話  | Ⅶ        | Ⅶ        | 入學篇     | 木澤行人             | 吉田紗子    | 吉田紗子                                                     | 高炅楠                                                                            | 吉川真帆                                                                  | 5月17日      | 第1、2卷      |                 |
| 第8話  |          | Ⅰ        | 九校戰篇   | Ⅰ                    | 菅原雪繪    | 熊澤祐嗣                                                     | 松村政輝                                                                          | 平野勇一、宗崎暢芳                                                        | 宮前真一     | 第3、4卷      | 5月24日         |
| 第9話  | Ⅱ        | Ⅱ        | 九校戰篇   | 祝浩司               | 菅原雪繪    | 金田貞德                                                     | 吉川真帆、石田可奈 熊膳貴志                                                       | 吉川真帆 石田可奈                                                         | 5月31日      | 第3、4卷      |                 |
| 第10話 | Ⅲ        | Ⅲ        | 九校戰篇   | 伊藤尚往             | 菅原雪繪    | 中津環                                                       | 香月邦夫、河田泉                                                                  | 宮前真一                                                                  | 6月7日       | 第3、4卷      |                 |
| 第11話 | Ⅳ        | Ⅳ        | 九校戰篇   | 宮崎修治             | 宮崎修治    | 金二星、吉川真帆                                             | 吉川真帆                                                                          | 6月14日                                                                   |              | 第3、4卷      |                 |
| 第12話 | Ⅴ        | Ⅴ        | 九校戰篇   | 中本宗應             | 川村賢一    | 白石道太                                                     | 小畑賢                                                                            | 宮前真一 石田可奈                                                         | 6月21日      | 第3、4卷      |                 |
| 第13話 | Ⅵ        | Ⅵ        | 九校戰篇   | 中本宗應             | 島津裕行    | 橫田一平                                                     | 野田康行                                                                          | 石田可奈                                                                  | 6月28日      | 第3、4卷      |                 |
| 第14話 | Ⅶ        | Ⅶ        | 九校戰篇   | 中本宗應             | 吉田紗子    | 吉田紗子                                                     | 吉川真帆、玉木李枝                                                                | 吉川真帆                                                                  | 7月5日       | 第3、4卷      |                 |
| 第15話 | Ⅷ        | Ⅷ        | 九校戰篇   | 木澤行人             | 小島正士    | 松村政輝                                                     | 宗崎暢芳、平野勇一                                                                | 宮前真一                                                                  | 7月12日      | 第3、4卷      |                 |
| 第16話 | Ⅸ        | Ⅸ        | 九校戰篇   | 木澤行人             | 熊澤祐嗣    | 中津環                                                       | 河田泉                                                                            | 吉川真帆                                                                  | 7月19日      | 第3、4卷      |                 |
| 第17話 | Ⅹ        | Ⅹ        | 九校戰篇   | 木澤行人             | 川村賢一    | 倉谷涼一                                                     | 橫田和彥、山下敏成 松岡秀明、河野祐樹 越智博之、高瀨言                            | 石田可奈                                                                  | 7月26日      | 第3、4卷      |                 |
| 第18話 | Ⅺ        | Ⅺ        | 九校戰篇   | 木澤行人             | 宮崎修治    | 宮崎修治                                                     | 金二星                                                                            | 吉川真帆                                                                  | 8月2日       | 第3、4卷      |                 |
| 第19話 |          | Ⅰ        | 橫濱騷亂篇 | Ⅰ                    | 中本宗應    | 川村賢一                                                     | 川村賢一                                                                          | 小畑賢                                                                    | 宮前真一     | 第6、7卷      | 8月9日          |
| 第20話 | Ⅱ        | Ⅱ        | 橫濱騷亂篇 | 島津裕行             | 中本宗應    | 橫田一平                                                     | 野田康行                                                                          | 石田可奈 Jimmy Stone                                                      | 8月16日      | 第6、7卷      |                 |
| 第21話 | Ⅲ        | Ⅲ        | 橫濱騷亂篇 | 菅原雪繪             | 吉田理沙子  | 吉田理沙子                                                   | 玉木李枝、橋口隼人                                                                | 吉川真帆                                                                  | 8月23日      | 第6、7卷      |                 |
| 第22話 | Ⅳ        | Ⅳ        | 橫濱騷亂篇 | 菅原雪繪             | 小島正士    | 倉谷涼一                                                     | 橫田和彥、越智博之 山下敏成                                                       | 宮前真一                                                                  | 8月30日      | 第6、7卷      |                 |
| 第23話 | Ⅴ        | Ⅴ        | 橫濱騷亂篇 | 菅原雪繪             | 數井浩子    | 關大                                                         | 金二星                                                                            | 吉川真帆                                                                  | 9月6日       | 第6、7卷      |                 |
| 第24話 | Ⅵ        | Ⅵ        | 橫濱騷亂篇 | 木澤行人             | 川村賢一    | 松村政輝                                                     | 宗崎暢芳、平野勇一                                                                | 宮前真一                                                                  | 9月13日      | 第6、7卷      |                 |
| 第25話 | Ⅶ        | Ⅶ        | 橫濱騷亂篇 | 木澤行人             | 林明偉      | 中津環                                                       | 河田泉、香月邦夫                                                                  | 吉川真帆                                                                  | 9月20日      | 第6、7卷      |                 |
| 第26話 | Ⅷ        | Ⅷ        | 橫濱騷亂篇 | 木澤行人             | 小野學      | 橫田一平 吉田理沙子                                          | 野田康行、石田可奈                                                                | 石田可奈 Jimmy Stone                                                      | 9月27日      | 第6、7卷      |                 |
| 第二期 |          |          |            |                      |             |                                                              |                                                                                   |                                                                           |              |               |                 |
| 第1話  |          | Ⅰ        | 來訪者篇   | Ⅰ                    | 中本宗應    | 吉田理沙子                                                   | 江口大輔                                                                          | 石田可奈、豆塚隆                                                          | 不適用       | 第9、10卷     | 2020年 10月4日  |
| 第2話  | Ⅱ        | Ⅱ        | 來訪者篇   | 高岡淳一             | 高岡淳一    | 高岡淳一                                                     | 石田可奈                                                                          | 10月11日                                                                  |              | 第9、10卷     |                 |
| 第3話  | Ⅲ        | Ⅲ        | 來訪者篇   | 寺東克己             | 中本宗應    | 池田重隆                                                     | 石田可奈                                                                          | 徳田拓也、萩原省智 青木裕子、王悦春 Zearth Sato                           | 10月18日     | 第9、10卷     |                 |
| 第4話  | Ⅳ        | Ⅳ        | 來訪者篇   | Jimmy Stone          | Jimmy Stone | 小島彰、島田英明 吉田龍一朗、山崎秀樹                        | 豆塚隆                                                                            | 10月25日                                                                  |              | 第9、10卷     |                 |
| 第5話  | Ⅴ        | Ⅴ        | 來訪者篇   | 小野學               | 中本宗應    | 若林邦甫                                                     | 山地京子、山崎秀樹 橋本明日美、石田可奈 菊地康仁、黒川あゆみ                      | 石田可奈                                                                  | 11月1日      | 第9、10卷     |                 |
| 第6話  | Ⅵ        | Ⅵ        | 來訪者篇   | 吉田理沙子           | 中本宗應    | 加藤大志                                                     | 榊原智次、橋本明日美 島田英明、黒川あゆみ 吉田龍一朗、山崎秀樹                    | 石田可奈 豆塚隆                                                           | 第10、11卷   | 11月8日       |                 |
| 第7話  | Ⅶ        | Ⅶ        | 來訪者篇   | 清水聰               | 中本宗應    | 三宅和男                                                     | 橋本明日美、島田英明 古林杏子、柳瀨讓二 黒川あゆみ、紺野美喜                      | 石田可奈                                                                  | 第10、11卷   | 11月15日      |                 |
| 第8話  | Ⅷ        | Ⅷ        | 來訪者篇   | 清水聰               | 中本宗應    | 佐佐木達也                                                   | 池津壽惠、正木優太 細田沙織、小菅洋                                               | 豆塚隆                                                                    | 第10、11卷   | 11月22日      |                 |
| 第9話  | Ⅸ        | Ⅸ        | 來訪者篇   | 寺東克己             | 中本宗應    | 加藤大志 江口大輔                                            | 山崎秀樹、橋本明日美 黒川あゆみ                                                   | 石田可奈 豆塚隆                                                           | 第10、11卷   | 11月29日      |                 |
| 第10話 | Ⅹ        | Ⅹ        | 來訪者篇   | Jimmy Stone          | Jimmy Stone | 菊地康仁、橋本明日美 高岡淳一、山崎秀樹 川口弘明、黒川あゆみ | 石田可奈                                                                          | 12月6日                                                                   | 第10、11卷   |               |                 |
| 第11話 | Ⅺ        | Ⅺ        | 來訪者篇   | 寺東克己             | 中本宗應    | Jimmy Stone                                                  | 石田可奈                                                                          | 米澤優                                                                    | 第11卷、原創 | 12月13日      |                 |
| 第12話 | Ⅻ        | Ⅻ        | 來訪者篇   | 寺東克己             | 中本宗應    | 三宅和男                                                     | 高岡淳一、橋本明日美 山崎秀樹、菊地康仁美 島田英明                                | 石田可奈 豆塚隆                                                           | 原創         | 12月20日      |                 |
| 第13話 | ⅩⅢ       | ⅩⅢ       | 來訪者篇   | 寺東克己             | 中本宗應    | 名和宗則 三宅和男                                            | 橋本明日美、菊地康仁 高岡淳一、山崎秀樹 Jimmy Stone、豆塚隆                       | 石田可奈                                                                  | 原創         | 12月27日      |                 |
| 追憶篇 |          |          |            |                      |             |                                                              |                                                                                   |                                                                           |              |               |                 |
| -      |          |          | 追憶篇     | 追憶篇               | 中本宗應    | 吉田理沙子 高岡淳一 寺東克己                                 | Jimmy Stone 高岡淳一 榎田敬宏                                                     | 橋本明日美、高岡淳一 Jimmy Stone、高橋恒星 張益、西道拓哉 Kim kyoung hwan | 石田可奈     | 第8卷         | 2021年 12月31日 |
| 第3期  |          |          |            |                      |             |                                                              |                                                                                   |                                                                           |              |               |                 |
| 第1話  |          | Ⅰ        | 雙七篇     | Ⅰ                    | 中本宗應    | Jimmy Stone                                                  | Jimmy Stone                                                                       | 橋本明日美                                                                | 石田可奈     | 第8卷、第12卷 | 2024年 4月5日   |
| 第2話  | Ⅱ        | Ⅱ        | 雙七篇     | 高岡淳一             | 高岡淳一    | 高岡淳一                                                     | 4月12日                                                                           |                                                                           | 石田可奈     | 第8卷、第12卷 |                 |
| 第3話  | Ⅲ        | Ⅲ        | 雙七篇     | 吉田理沙子           | 吉田理沙子  | 米澤優                                                       | 4月19日                                                                           |                                                                           | 石田可奈     | 第8卷、第12卷 |                 |
| 第4話  | Ⅳ        | Ⅳ        | 雙七篇     | 大塚健               | 中本宗應    | Jimmy Stone                                                  | 渡邊一平太、石田可奈 富樫彩菜、佐藤悠己                                           | 4月26日                                                                   | 石田可奈     | 第8卷、第12卷 |                 |
| 第5話  |          | Ⅰ        | 越野障礙篇 | Ⅰ                    | 中本宗應    | 吉田理沙子                                                   | 鳥羽聰                                                                            | 橋本明日美、渡邊一平太                                                    | 石田可奈     | 第13卷        | 5月3日          |
| 第6話  | Ⅱ        | Ⅱ        | 越野障礙篇 | 寺東克己             | 中本宗應    |                                                              | 橋本明日美、高岡淳一 鐮田均、小美野雅彥 櫻井拓郎、西川真人                        | 5月10日                                                                   | 石田可奈     | 第13卷        |                 |
| 第7話  | Ⅲ        | Ⅲ        | 越野障礙篇 | 寺東克己             | 中本宗應    | 佐佐木達也                                                   | 橋本明日美、渡邊一平太 今中俊輔                                                   | 5月17日                                                                   | 石田可奈     | 第13卷        |                 |
| 第8話  | Ⅳ        | Ⅳ        | 越野障礙篇 | 大塚健               | 中本宗應    | Jimmy Stone 吉田里紗子 名和宗則 佐藤光敏                     | 渡邊一平太、高岡淳一 關口雅浩                                                     | 石田可奈 高岡淳一                                                         | 5月24日      | 第13卷        |                 |
| 第9話  |          | Ⅰ        | 古都內亂篇 | Ⅰ                    | 中本宗應    | 小島正士                                                     | 葛西良信                                                                          | 石田可奈 高岡淳一                                                         | Seed、       | 第14、15卷    | 5月31日         |
| 第10話 | Ⅱ        | Ⅱ        | 古都內亂篇 | 蔡寅愷               | 中本宗應    | 小島正士                                                     | 李少雷                                                                            | 石田可奈 高岡淳一 渡邊一平太 橋本明日美 清水空翔                          | 6月7日       | 第14、15卷    |                 |
| 第11話 | Ⅲ        | Ⅲ        | 古都內亂篇 | 寺東克己             | 中本宗應    | 水野健太郎                                                   | 渡邊一平太、橋本明日美 佐藤悠己                                                   | 石田可奈                                                                  | 6月14日      | 第14、15卷    |                 |
| 第12話 | Ⅳ        | Ⅳ        | 古都內亂篇 | 小島正士             | 中本宗應    | π 森田侑希                                                   | 渡邊一平太、橋本明日美 持田真治、Jimmy Stone 久米一成、Big Owl 高岡淳一、清水空翔 | 石田可奈 高岡淳一                                                         | 6月21日      | 第14、15卷    |                 |
| 第13話 | Ⅴ        | Ⅴ        | 古都內亂篇 | 望月智充 Jimmy Stone | 中本宗應    | 山本茶茶 吉田利沙子                                          | 橋本明澄、渡邊一平 高岡淳一、佐藤佑樹                                             | 石田可奈 高岡淳一                                                         | 6月28日      | 第14、15卷    |                 |

## 播放單位
日本深夜動畫：下文記載的日本国内播放時間使用日本標準時間（UTC+9）表示。因為部分時間标识會採用30小时制，因此請留意这类超过24:00的时间，其實際播放時間為翌日清晨。
| 播放地區   | 播放電視台    | 播放日期                | 播放時間（UTC+9）         | 所屬聯播網 | 備註                  |
| ---------- | ------------- | ----------------------- | ------------------------- | ---------- | --------------------- |
| 東京都     | TOKYO MX      | 2014年4月5日－9月27日   | 星期六 24時30分－25時00分 | 獨立UHF局  | E!TV節目              |
| 栃木縣     | 栃木電視台    | 2014年4月5日－9月27日   | 星期六 24時30分－25時00分 | 獨立UHF局  |                       |
| 群馬縣     | 群馬電視台    | 2014年4月5日－9月27日   | 星期六 24時30分－25時00分 | 獨立UHF局  |                       |
| 近畿廣域圈 | 每日放送      | 2014年4月5日－9月27日   | 星期六 26時58分－27時28分 | 日本新聞網 | 「Anime Shower」第3部 |
| 埼玉縣     | 埼玉電視台    | 2014年4月6日－9月28日   | 星期日 25時00分－25時30分 | 獨立UHF局  |                       |
| 千葉縣     | 千葉電視台    | 2014年4月6日－9月28日   | 星期日 25時00分－25時30分 | 獨立UHF局  |                       |
| 神奈川縣   | 神奈川電視台  | 2014年4月6日－9月28日   | 星期日 25時00分－25時30分 | 獨立UHF局  |                       |
| 愛知縣     | 愛知電視台    | 2014年4月6日－9月28日   | 星期日 26時05分－26時35分 | 東京電視網 |                       |
| 福岡縣     | TVQ九州放送   | 2014年4月7日－9月29日   | 星期一 26時30分－27時00分 | 東京電視網 |                       |
| 北海道     | 北海道電視台  | 2014年4月8日－9月30日   | 星期二 26時05分－26時35分 | 東京電視網 |                       |
| 日本全國   | AT-X          | 2014年4月9日－10月1日   | 星期三 23時30分－24時00分 | 衛星電視   | 有重播                |
| 日本全國   | NICONICO直播  | 2014年4月12日－10月4日  | 星期六 23時00分－23時30分 | 網路電視   |                       |
| 日本全國   | NICONICO頻道  | 2014年4月12日－10月4日  | 星期六 23時30分 更新      | 網路電視   |                       |
| 日本全國   | BS11          | 2014年4月12日－10月4日  | 星期六 24時30分－25時00分 | 衛星電視   | 「ANIME+」節目        |
| 日本全國   | d Anime Store | 2014年4月13日－10月5日  | 星期日 12時00分 更新      | 網路電視   |                       |
| 日本全國   | 萬代頻道      | 2014年4月27日－10月19日 | 星期日 12時00分 更新      | 網路電視   |                       |

| 播放地區 | 播放電視台 | 播放日期               | 當地播放時間            | 所屬聯播網  | 備註             |
| -------- | ---------- | ---------------------- | ----------------------- | ----------- | ---------------- |
| 臺灣     | Animax     | 2015年1月15日－2月9日  | 每天20:30－21:00        | 有線電視    | UTC+8 有重播時段 |
| 臺灣     | Animax HD  | 2015年2月13日－3月10日 | 每天19:00－19:30        | 中華電信MOD | UTC+8 有重播時段 |
| 香港     | Animax     | 2015年7月6日－8月17日  | 星期一至二 22:00－23:00 |             | UTC+8 有重播時段 |

## 關聯商品

### Blu-ray / DVD
| 卷數        | 發售日         | 收錄話         | 規格編號          | 規格編號          | 規格編號   | 規格編號 |
| 卷數        | 發售日         | 收錄話         | BD限定版          | DVD限定版         | DVD通常盤  |          |
| 第一期      | 第一期         | 第一期         | 第一期            | 第一期            | 第一期     |          |
| ----------- | -------------- | -------------- | ----------------- | ----------------- | ---------- | -------- |
| 入學篇1     | 2014年7月23日  | 第1話－第2話   | ANZX-11301～11302 | ANZB-11301～11302 | ANSB-11301 |          |
| 入學篇2     | 2014年8月27日  | 第3話－第4話   | ANZX-11303～11304 | ANZB-11303～11304 | ANSB-11303 |          |
| 入學篇3     | 2014年9月24日  | 第5話－第7話   | ANZX-11305～11306 | ANZX-11305～11306 | ANSB-11305 |          |
| 九校戰篇1   | 2014年10月22日 | 第8話－第9話   | ANZX-11307～11308 | ANZX-11307～11308 | ANSB-11307 |          |
| 九校戰篇2   | 2014年11月26日 | 第10話－第12話 | ANZX-11309～11310 | ANZX-11309～11310 | ANSB-11309 |          |
| 九校戰篇3   | 2014年12月24日 | 第13話－第15話 | ANZX-11311～11312 | ANZX-11311～11312 | ANSB-11311 |          |
| 九校戰篇4   | 2015年1月28日  | 第16話－第18話 | ANZX-11313～11314 | ANZB-11313～11314 | ANSB-11313 |          |
| 橫濱騷亂篇1 | 2015年2月25日  | 第19話－第20話 | ANZX-11315～11316 | ANZB-11315～11316 | ANSB-11315 |          |
| 橫濱騷亂篇2 | 2015年3月25日  | 第21話－第23話 | ANZX-11317～11318 | ANZB-11317～11318 | ANSB-11317 |          |
| 橫濱騷亂篇3 | 2015年4月22日  | 第24話－第26話 | ANZX-11319～11320 | ANZB-11319～11320 | ANSB-11319 |          |
| 第二期      |                |                |                   |                   |            |          |
| 來訪者篇1   | 2020年12月16日 | 第1話－第2話   | ANZX-13781～13782 | ANZB-13781～13782 | 不適用     |          |
| 來訪者篇2   | 2021年1月13日  | 第3話－第5話   | ANZX-13783～13784 | ANZB-13783～13784 | 不適用     |          |
| 來訪者篇3   | 2021年2月17日  | 第6話－第8話   | ANZX-13785～13786 | ANZB-13785～13786 | 不適用     |          |
| 來訪者篇4   | 2021年3月17日  | 第9話－第11話  | ANZX-13787～13788 | ANZX-13787～13788 | 不適用     |          |
| 來訪者篇5   | 2021年4月14日  | 第12話－第13話 | ANZX-13789～13790 | ANZX-13789～13790 | 不適用     |          |
| 第三期      |                |                |                   |                   |            |          |
| 雙七篇1     | 2024年7月31日  | 第1話－第2話   | ANZX-1718/2       | ANZB-17181/2      | 不適用     |          |
| 雙七篇2     | 2024年8月28日  | 第3話－第4話   | ANZX-17183/4      | ANZB-17183/4      | 不適用     |          |
| 越野障碍篇1 | 2024年9月25日  | 第5話－第6話   | ANZX-17185/6      | ANZB-17185/6      | 不適用     |          |
| 越野障碍篇2 | 2024年10月30日 | 第7話－第8話   | ANZX-17187/8      | ANZB-17187/8      | 不適用     |          |
| 古都内乱篇1 | 2024年11月27日 | 第9話－第11話  | ANZX-17189/90     | ANZB-17189/90     | 不適用     |          |
| 古都内乱篇2 | 2024年12月25日 | 第12話－第13話 | ANZX-17191/2      | ANZB-17191/2      | 不適用     |          |

### CD
| 發售日         | 標題        | 初回版                   | 通常版     | 期間限定版               |
| -------------- | ----------- | ------------------------ | ---------- | ------------------------ |
| 2014年4月30日  |             | SECL1495-6               | SECL1497   | SECL1498-9               |
| 2014年5月7日   | Rising Hope | SVWC-70001 ～ SVWC-70002 | SVWC-70005 | SVWC-70003 ～ SVWC-70004 |
| 2014年7月2日   |             | SVWC-7998                |            |                          |
| 2014年7月30日  | grilletto   | DFCL-2074-2075           | DFCL-2076  | DFCL-2077-2078           |
| 2014年9月3日   | Mirror      | SECL-1573                | SECL-1573  | SECL-1574-5              |
| 2014年10月22日 |             | SVWC-70018               |            |                          |
| 2017年6月7日   |             | SVWC-70261               |            |                          |
| 2017年6月14日  |             |                          | VVCL-1037  | VVCL-1038                |
| 2020年12月16日 |             | SVWC-70492               |            |                          |

## 衍生動畫
外傳漫畫《魔法科高中的優等生》2020年12月動畫化發表，於2021年7月播出。

### 製作人員
- 原作：佐島勤 + 森夕
- 角色原案：石田可奈
- 監督：橘秀樹
- 副監督：渡部高志
- 系列構成、劇本：玉井☆豪
- 角色設計：山本亮友、佐野隆雄
- 音樂：岩崎琢
- 動畫制作：CONNECT

### 主題曲
片頭曲《101》
作詞、作曲、編曲：Jin，主唱：三月的Phantasia
片尾曲《Double Standard》（ダブル・スタンダード）
作詞：SHOW，作曲、編曲：野井洋兒，主唱：

## 外部連結
- （日語）動畫『魔法科高中的劣等生』官網 （页面存档备份，存于）
- （日語）動畫『魔法科高中的劣等生 來訪者篇』官網 （页面存档备份，存于）
- （日語）動畫『魔法科高中的劣等生 追憶篇』官網 （页面存档备份，存于）
- （日語）動畫『魔法科高中的劣等生 第三季』官網 （页面存档备份，存于）
- （日語）魔法科高中的劣等生的X（前Twitter）
- （日語）http://dengekiya.com/p/4942330054314/ （页面存档备份，存于）
- （日語）動畫『魔法科高中的劣等生』TOKYO MX電視台介紹 （页面存档备份，存于）
- （日語）動畫『魔法科高中的劣等生』AT-X電視台介紹 （页面存档备份，存于）
- （日語）動畫『魔法科高中的劣等生』BS11電視台介紹
- （日語）動畫『魔法科高中的劣等生』NICONICO網路直播專題 （页面存档备份，存于）
- （日語）動畫『魔法科高中的劣等生』GyaO!網路直播專題
- （日語）動畫『魔法科高中的劣等生』b-ch萬代頻道網路付費專題 （页面存档备份，存于）